# Djebilet Rosfa
Djebilet Rosfa (em árabe: جبيلات رصفة) é uma comuna localizada na província de Tiaret, Argélia. Sua população estimada em 2008 era de 4 930 habitantes.